# Příborská freudovka
Příborská freudovka (Freudówka Przyborska) – likier ziołowy, regionalny produkt pochodzący z czeskiego podbeskidzkiego Pogórza Morawsko-Śląskiego.
Nazwa upamiętnia Sigmunta Freuda, który urodził się w Příborze, u stóp Beskidu Morawsko-Śląskiego. Miasto było znaczącym ośrodkiem produkcji likierów ziołowych, a według legendy ojciec Freuda był smakoszem tego rodzaju trunków.
Recepturę likieru odnalazła Jana Karbanová, mieszkanka Příboru i rozpoczęła produkcję napoju. Każda z butelek jest zaopatrzona w odpowiednią przywieszkę zawierającą opis w języku niemieckim i angielskim.